# Längdhopp

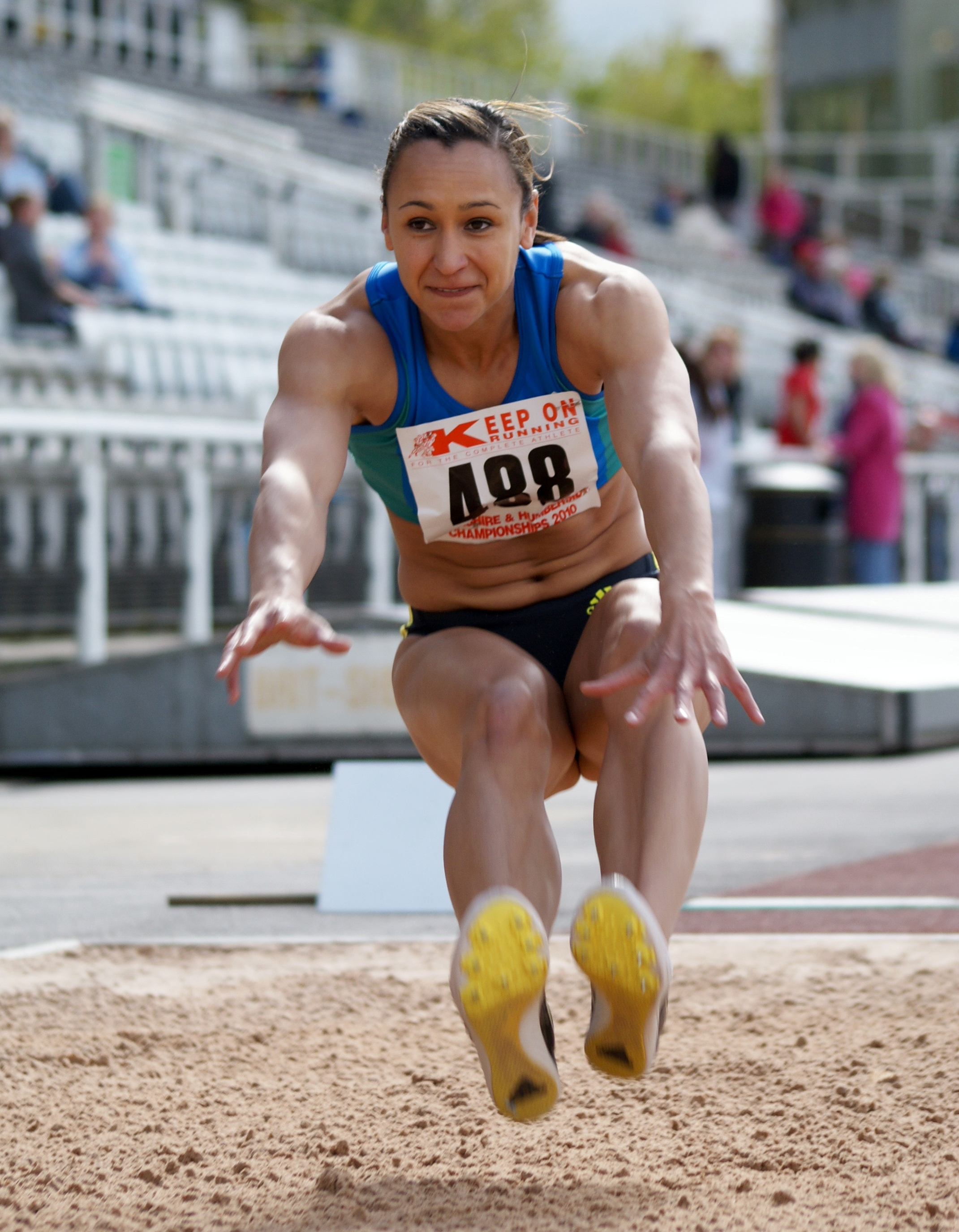
Jessica Ennis, brittisk mångkampare och OS-guldmedaljör hoppar längdhopp.

Längdhopp är en gren inom friidrotten där de tävlande skall hoppa så långt som möjligt och landa i en sandgrop. Hopparen springer 15–25 meter mot hoppgropen på en ansatsbana och gör avstamp från en planka / zon, det är en fördel att hoppa precis innan den röda delen av plankan, eftersom man mäter från plankan, inte där man gör avstamp. Zon är till för yngre ungdomar, då man mäter från avstampet. Efter plankan finns en övertrampsplanka med plastellina på. Om hopparen gör ett avtryck i plastellinan räknas hoppet som ett övertramp och hoppet blir ogiltigt och inget resultat registreras. Observera dock att reglerna inte kräver att det måste finnas ett "odiskutabelt" märke i plastellinan.
Tävlingen går till så att deltagare har tre försök att nå resultat. När dessa tre omgångar är avklarade får de åtta med bäst resultat hoppa ytterligare tre hopp i en finalomgång. Om kvalhoppningen har skett i olika gropar får samtliga finalister sex nya hopp i samma grop för att förhållandena ska vara lika. I större mästerskap har man oftast en kvalgräns för att komma till final, vilket kan leda till att det blir fler än åtta i final.
I längdhopp och tresteg sker även vindmätning vid samtliga hopp. Om det är en medvind på mer än 2 m/s får resultatet ej räknas som någon form av rekord. Hoppet är dock giltigt för tävlingen. Det är samma regel som gäller för sprintlopp på 200m och kortare.
Grenen är olympisk sedan starten 1896, då Ellery Clark vann med ett hopp på 6,35 m, och ingår i alla större friidrottsmästerskap. Längdhopp ingår även i damernas sjukamp och herrarnas tiokamp. I de tidigaste moderna olympiska spelen (1896-1912) förekom även stående längdhopp, dvs längdhopp utan någon ansatslöpning.

## Rekord, damer, utomhus
| Område       | Resultat | Rekordinnehavare     | Land                | Stad, datum                                 |
| ------------ | -------- | -------------------- | ------------------- | ------------------------------------------- |
| Världsrekord | 7,52     | Galina Tjistjakova   | Sovjetunionen       | Leningrad 11 juni 1988                      |
| Afrika       | 7,12     | Chioma Ajunwa        | Nigeria             | Atlanta 2 augusti 1996                      |
| Asien        | 7,01     | Weili Yao            | Folkrepubliken Kina | Jinan 5 juni 1993                           |
| Europa       | 7,52     | Galina Tjistjakova   | Sovjetunionen       | Leningrad 11 juni 1988                      |
| Nordamerika  | 7,49     | Jackie Joyner-Kersee | Förenta staterna    | New York 22 maj 1994/Sestriere 31 juli 1994 |
| Oceanien     | 7,00     | Bronwyn Thompson     | Australien          | Melbourne 7 mars 2002                       |
| Sydamerika   | 7,26     | Maurren Higa Maggi   | Brasilien           | Bogotá 26 juni 1999                         |

### Mästerskapsrekord, utomhus
| Tävling          | Resultat | Rekordinnehavare     | Land             | Stad, datum             |
| ---------------- | -------- | -------------------- | ---------------- | ----------------------- |
| Olympiskt rekord | 7,40     | Jackie Joyner-Kersee | Förenta staterna | Seoul 29 september 1988 |
| VM-rekord        | 7,36     | Jackie Joyner-Kersee | Förenta staterna | Rom 4 september 1987    |
| EM-rekord        | 7,30     | Heike Drechsler      | Östtyskland      | Split 28 augusti 1990   |

## Rekord, herrar, utomhus
| Område                | Resultat | Idrottare                   | Land             | Stad, datum                  |
| --------------------- | -------- | --------------------------- | ---------------- | ---------------------------- |
| Världsrekord, utomhus | 8,95     | Mike Powell                 | Förenta staterna | Tokyo 30 augusti 1991        |
| Afrika                | 8,46     | Cheikh Tidiane Touré        | Senegal          | Bad Langensalza 15 juni 1997 |
| Asien                 | 8,48     | Mohamed Salman Al Khuwalidi | Saudiarabien     | Sotteville 2 juli 2006       |
| Europa                | 8,86     | Robert Emmiyan              | Sovjetunionen    | Tsakhkadzor 22 maj 1987      |
| Nordamerika           | 8,95     | Mike Powell                 | Förenta staterna | Tokyo 30 augusti 1991        |
| Oceanien              | 8,49     | Jai Taurima                 | Australien       | Sydney 28 september 2000     |
| Sydamerika            | 8,73     | Irving Saladino             | Panama           | Hengelo 24 maj 2008          |

### Mästerskapsrekord, utomhus
| Tävling          | Resultat | Idrottare      | Land             | Stad, datum                 |
| ---------------- | -------- | -------------- | ---------------- | --------------------------- |
| Olympiskt rekord | 8,90     | Bob Beamon     | Förenta staterna | Mexico City 18 oktober 1968 |
| VM-rekord        | 8,95     | Mike Powell    | Förenta staterna | Tokyo 30 augusti 1991       |
| EM-rekord        | 8,41     | Robert Emmiyan | Sovjetunionen    | Stuttgart 29 augusti 1986   |

## Historia
Ett av idrottshistoriens mest legendariska rekord sattes av längdhopparen Bob Beamon vid OS i Mexico City 1968, då han i den tunna luften hoppade 8,90 m. Rekordet var 55 centimeter längre än någon tidigare hoppat och stod sig i 23 år. Det långvarigaste längdhoppsvärldsrekordet är dock det nuvarande rekordet på 8,95 m som Mike Powell hoppade 1991.

## Damer, personbästa över 7,20 meter, utomhus
| Pl. | Resultat | Idrottare               | Land             | Stad, datum                   | Anmärkning    |
| --- | -------- | ----------------------- | ---------------- | ----------------------------- | ------------- |
| 1   | 7,52     | Galina Tjistjakova      | Sovjetunionen    | Leningrad 11 juni 1988        | Världsrekord  |
| 2   | 7,49     | Jackie Joyner-Kersee    | Förenta staterna | New York 22 maj 1994          | Nationsrekord |
| 3   | 7,48     | Heike Drechsler         | Östtyskland      | Neubrandenburg 9 juli 1988    | Nationsrekord |
| 4   | 7,43     | Anișoara Stanciu        | Rumänien         | Bukarest 4 juni 1983          | Nationsrekord |
| 5   | 7,42     | Tatjana Kotova          | Ryssland         | Annecy 23 juni 2002           |               |
| 6   | 7,39     | Jelena Belevskaja       | Sovjetunionen    | Bryansk 18 juli 1987          |               |
| 7   | 7,38     | Inessa Kravets          | OSS              | Kiev 13 juni 1992             |               |
| 8   | 7,33     | Tatjana Lebedeva        | Ryssland         | Tula 31 juli 2004             |               |
| 9   | 7,31     | Jelena Khlopotnova      | Sovjetunionen    | Alma Ata 12 september 1985    |               |
| 10  | 7,31     | Marion Jones            | Förenta staterna | Eugene 31 maj 1998            |               |
| 11  | 7,27     | Irina Simagina          | Ryssland         | Tula 31 juli 2004             |               |
| 12  | 7,26 A   | Maurren Higa Maggi      | Brasilien        | Bogotá 26 juni 1999           | Nationsrekord |
| 13  | 7,24     | Larisa Berezhnaja       | Sovjetunionen    | Granada 25 maj 1991           |               |
| 14  | 7,21     | Helga Radtke            | Östtyskland      | Dresden 26 juli 1984          |               |
| =   | 7,21     | Ludmila Kolchanova      | Ryssland         | Sotji 27 maj 2007             |               |
| 16  | 7,20     | Vali Ionescu-Constantin | Rumänien         | Bukarest 1 augusti 1982       |               |
| =   | 7,20     | Irena Ozenko            | Sovjetunionen    | Budapest 12 september 1986    |               |
| =   | 7,20     | Jelena Sinchukova       | Sovjetunionen    | Budapest 20 juni 1991         |               |
| =   | 7,20     | Irina Mushailova        | Ryssland         | Sankt Petersburg 14 juli 1994 |               |

Resultat markerade med A är noterade på hög höjd (2000 meter över havsnivån)

### Damer, personbästa från och med år 2000, utomhus
Längdhopp kvinnor är en av de friidrottsgrenar där mycket svårslagna rekord och resultat registrerades under de dopingintensiva decennierna i slutet av 1900-talet. Det bästa resultatet efter millennieskiftet är Tatjana Kotovas 7,42 m från 2002. Det är det 12:e längsta hoppet någonsin, och hon är den 5:e bästa hopparen någonsin. En av favoriterna inför längdhoppsfinalen vid OS i London 2012 var amerikanskan Brittney Reese. Hennes personbästa – 7,19 m från år 2011 – var det 141:a längsta hoppet i världen och med detta hopp var hon den 20:e bästa hopparen någonsin. Statistiken visar att de kvinnliga längdhopparna hoppade 10–15 cm kortare under början av 2000-talet jämfört med 1980-talet.
| Plats bland hoppare | Plats bland alla hopp | Resultat | Idrottare                | Land             | År   |
| ------------------- | --------------------- | -------- | ------------------------ | ---------------- | ---- |
| 1                   | 1                     | 7,52     | Galina Tjistjakova       | Sovjetunionen    | 1988 |
|                     |                       |          |                          |                  |      |
| 5                   | 12                    | 7,42     | Tatjana Kotova           | Ryssland         | 2004 |
| 8                   | 29                    | 7,33     | Tatjana Lebedeva         | Ryssland         | 2004 |
| 11                  | 54                    | 7,27     | Irina Meleshina-Simagina | Ryssland         | 2004 |
| 15                  | 116                   | 7,21     | Ludmila Kolchanova       | Ryssland         | 2007 |
| 20                  | 141                   | 7,19     | Brittney Reese           | Förenta staterna | 2011 |
| 23                  | 187                   | 7,16     | Elva Goulbourne          | Jamaica          | 2004 |
| 26                  | 223                   | 7,13     | Olga Kucherenko          | Ryssland         | 2010 |

## Herrar, personbästa över 8,50 meter, utomhus
Världsrekorden i längdhopp för män har ökat från ungefär sju och en halv meter i slutet av 1800-talet till närmare nio meter idag. Många av världsrekorden har stått sig länge. Irländaren Peter O'Connors 7,61 m från 1901 slogs inte förrän 1921 av amerikanen Ned Gourdin. Jesse Owens, USA, hoppade 8,13 m år 1935 och var därmed först över åtta meter. Det rekordet stod sig i 25 år tills det slogs av landsmannen Ralph Boston 1960. Amerikanen Bob Beamons 8,90 i den direktsända OS-finalen i Mexico City 1968 innebar att det tidigare världsrekordet, som innehades av Igor Ter-Ovanesyan, Sovjetunionen, slogs med hela 55 cm. Beamons "oslagbara" rekord skulle stå sig fram till 1991, då Mike Powell hoppade 8,95 m i Tokyo. Nämnde Powell har även hoppat 8,99 m i stark medvind, vilket medför att resultatet inte räknas som ett rekord. Som tabellen nedan visar, har åtta män hoppat över 8,70 meter:
| Pl. | Resultat | Idrottare               | Land             | Stad, datum                 | Anmärkning            |
| --- | -------- | ----------------------- | ---------------- | --------------------------- | --------------------- |
| 1   | 8,95     | Mike Powell             | Förenta staterna | Tokyo 30 augusti 1991       | Världsrekord          |
| 2   | 8,90 A   | Bob Beamon              | Förenta staterna | Mexico City 18 oktober 1968 | OS-rekord             |
| 3   | 8,87     | Carl Lewis              | Förenta staterna | Tokyo 30 augusti 1991       |                       |
| 4   | 8,86 A   | Robert Emmiyan          | Sovjetunionen    | Tsakhkadzor 22 maj 1987     | Europarekord          |
| 5   | 8,74     | Larry Myricks           | Förenta staterna | Indianapolis 18 juli 1988   |                       |
| =   | 8,74 A   | Eric Walder             | Förenta staterna | El Paso 2 april 1994        |                       |
| 7   | 8,73     | Irving Saladino         | Panama           | Hengelo 24 maj 2008         | Sydamerikanskt rekord |
| 8   | 8,71     | Iván Pedroso            | Kuba             | Salamanca 18 juli 1995      | Nationsrekord         |
| 9   | 8,66     | Loúis Tsátoumas         | Grekland         | Kalamáta 2 juni 2007        | Nationsrekord         |
| 10  | 8,63     | Kareem Streete-Thompson | Förenta staterna | Linz 4 juli 1994            |                       |
| 11  | 8,62     | James Beckford          | Jamaica          | Orlando 5 april 1997        | Nationsrekord         |
| 12  | 8,60     | Dwight Phillips         | Förenta staterna | Linz 8 augusti 2004         |                       |
| 13  | 8,56     | Yago Lamela             | Spanien          | Turin 24 juni 1999          | Nationsrekord         |
| 14  | 8,54     | Lutz Dombrowski         | Östtyskland      | Moskva 28 juli 1980         | Tyskt rekord          |
| 15  | 8,53     | Jaime Jefferson         | Kuba             | Havanna 12 maj 1990         |                       |
| 16  | 8,52     | Savante Stringfellow    | Förenta staterna | Palo Alto 21 juni 2002      |                       |
| 17  | 8,51     | Roland McGhee           | Förenta staterna | São Paulo 14 maj 1995       |                       |
| 17  | 8,50     | Llewellyn Starks        | Förenta staterna | Rhede 7 juli 1991           |                       |

Resultat markerade med A är noterade på hög höjd (2000 meter över havsnivån)